# Denis Navizet

a Compétitions nationales et continentales officielles uniquement.

Denis Navizet, né le 9 septembre 1975, est un joueur de rugby à XV français évoluant au poste d'ailier. 

## Biographie
C'est sous son impulsion que le Montpellier Hérault rugby se dote de son centre de formation en 2000.
Il inscrit l'essai victorieux pour Montpellier lors de la finale de Pro D2 contre Tarbes en 2003. 
Nommé manager général du Montpellier HR par le président Philippe Deffins, il prend ses fonctions le 29 décembre 2008. Il restera à ce poste jusqu’en juin 2010, date à laquelle il devient directeur général du club. Il quitte ses fonctions en juin 2014. 
Durant la saison 2014-2015, il travaille à la rédaction du plan stratégique du rugby professionnel 2015-2023 pour le compte de la Ligue nationale de rugby. 
En septembre 2015, il rejoint les équipes de l’UEFA pour l'Euro 2016 comme directeur du site de Lyon dans le tout nouveau stade de l’Olympique Lyonnais, le Parc Olympique lyonnais. Puis il poursuit son aventure dans le monde du football en prenant la direction du site de Libreville lors de la CAN Gabon 2017.
De juin 2017 à juin 2019, il est directeur général du club de l'USA Perpignan.

## Parcours en club
- 1992-1995 : FC Grenoble
- 1995-2005 : Montpellier HR

## Palmarès
- Champion de France de Pro D2 avec Montpellier en 2003
- Vainqueur du Bouclier européen avec Montpellier en 2004